# Bretteville-l'Orgueilleuse
Bretteville-l'Orgueilleuse is een plaats en voormalige gemeente in het Franse departement Calvados in de regio Normandië en telt 2389 inwoners (1999). De plaats maakt deel uit van het arrondissement Caen.

## Geschiedenis
Tot 22 maart 2015 viel de gemeente onder het kanton Tilly-sur-Seulles. Op die dag werd het kanton opgeheven en de gemeente de hoofdplaats van het nieuwgevormde kanton Bretteville-l'Orgueilleuse. Op 1 januari fuseerden de gemeenten Bretteville-l'Orgueilleuse, Brouay, Cheux, Le Mesnil-Patry, Putot-en-Bessin en Sainte-Croix-Grand-Tonne tot de commune nouvelle Thue et Mue. Ook hiervan werd Bretteville-l'Orgueilleuse de hoofdplaats.

## Geografie
De oppervlakte van Bretteville-l'Orgueilleuse bedraagt 6,2 km², de bevolkingsdichtheid is 385,3 inwoners per km².
De onderstaande kaart toont de ligging van Bretteville-l'Orgueilleuse met de belangrijkste infrastructuur en aangrenzende gemeenten.

## Demografie
Onderstaande figuur toont het verloop van het inwonertal (bron: INSEE-tellingen).
Vanwege een beveiligingsprobleem met de MediaWiki Graph-software is het momenteel niet mogelijk deze grafiek weer te geven. Zodra de software is bijgewerkt zal de grafiek vanzelf weer zichtbaar worden.
Bretteville-l'Orgueilleuse · Brouay · Cheux · Le Mesnil-Patry · Putot-en-Bessin · Sainte-Croix-Grand-Tonne